# Sites mégalithiques du département des Vosges
Cet article présente la liste des sites mégalithiques des Vosges, en France.

## Inventaire
| Monument                        | Commune                      | Remarque                                            | État / Protection | Coordonnées                                             | Illustration |
| ------------------------------- | ---------------------------- | --------------------------------------------------- | ----------------- | ------------------------------------------------------- | ------------ |
| Nécropole du bois Saint-Charles | Beaufremont                  | coffres mégalithiques,                              | Inscrit MH (2000) | 48° 14′ 27″ N, 5° 44′ 35″ E                             |              |
| Sépulture des Vieilles Roches   | Certilleux                   | caractère mégalithique incertain,                   |                   |                                                         |              |
| Menhir des Lèches               | Raon-l'Étape                 |                                                     |                   | 48° 23′ 03″ N, 6° 49′ 59″ E                             |              |
| Pierre-Borne                    | Raon-l'Étape                 |                                                     | Classé MH (1924)  | 48° 25′ 04″ N, 6° 49′ 44″ E                             |              |
| Pierres-Fittes                  | Saint-Étienne-lès-Remiremont | 2 menhirs                                           | Classé MH (1889)  | 48° 05′ 09″ N, 6° 39′ 32″ E 48° 05′ 07″ N, 6° 39′ 33″ E |              |
| Dolmen de la Devise             | Seraumont                    | autres noms dolmen du Bois Comtot, Pierre aux Œufs, |                   | 48° 25′ 38″ N, 5° 37′ 38″ E                             |              |
| Sépulture du Champ Libert       | Villouxel                    |                                                     |                   |                                                         |              |